# 大唐创业起居注
《大唐創業起居注》，又稱《創業起居注》，是一部編年體史書，唐溫大雅撰，凡三卷，是現存最早的起居注作品。
本書記載了唐高祖李淵父子建國故事，自隋大業十三年（617年）至唐武德元年（618年），三百五十七天之間的史事。
作者溫大雅為李淵的參軍，專掌文翰，所記之事皆是親身見聞，故史料價值甚高，部份情節甚至與《舊唐書》、《新唐書》和《資治通鑒》有出入，可以互相參照。
本書少見單行本，《秘冊匯函》、《津逮秘書》、《學津討原》、《藕香零拾》、《叢書集成》等叢書皆有收錄。

## 各卷大綱
- 上卷

起義旗至發引，凡四十八日。
- 中卷

起自太原起義至長安，凡一百二十六日。
- 下卷

起攝政自稱帝，凡一百八十三日。

## 通行版本
《大唐創業起居注》，唐溫大雅撰，李季平、李錫厚點校，1983年，上海古籍出版社。

## 外部連結
- 大唐創業起居注全文（容安小館）